# Стояновски, Дамьян
Дамьян Стояновски (макед. Дамјан Стојановски; род. 9 декабря 1987, Скопье, СФРЮ [ныне — Северная Македония) — северомакедонский профессиональный баскетболист, в настоящее время выступает за македонский клуб «МЗТ Скопье» и национальную сборную Северной Македонии.

## Биография
У Дамьяна есть брат-близнец, Войдан, который также выступает за команду Северной Македонии. Старший брат, Огнен Стояновски, также выступает за клуб «МЗТ Скопье».

## Карьера

### Клубная
Профессиональную карьеру начал в 2005 году, большую её часть провёл в чемпионате Республики Македонии по баскетболу. Начинал карьеру в команде «Вардар», в 2007 году перешёл в клуб «АМАК СП» из Охрида. В 2009 году с АМАК СП выиграл Кубок страны. На следующий год подписал контракт с болгарской командой «Академик». В сезоне 2010/11 годов «Академик» стал чемпионом Болгарии. В 2012 году вернулся в Республику Македонию, где присоединился к «МЗТ Скопье». Стал MVP Финала Кубка Республики Македонии 2013 года.

### Международная
Дамьян регулярно выступает на международных соревнованиях за национальную сборную Северной Македонии. В 2009 году принимал участие в Евробаскете, который проходил в Польше, а его сборная по итогам соревнований заняла 9-е место. В 2011 году выступал на чемпионате Европы по баскетболу 2011 в Литве и помог сборной занять высшее в её истории 4-е место.

## Достижения

### Клубные
Северная Македония
«АМАК СП»
- Обладатель Кубка Республики Македонии : 2009

«МЗТ Скопье»
- Обладатель Кубка Республики Македонии : 2009, 2013, 2014
- Чемпион Республики Македонии : 2013, 2014

 Болгария
«Академик»
- Чемпион Болгарии по баскетболу : 2011, 2012

### Индивидуальные
- MVP финала Кубка Республики Македонии : 2013
- MVP финала чемпионата Республики Македонии : 2014